# Makau na Mistrzostwach Świata w Lekkoatletyce 2023
Makau na Mistrzostwach Świata w Lekkoatletyce 2023 – reprezentacja Makau podczas mistrzostw świata w Budapeszcie liczyła jednego zawodnika.

## Skład reprezentacji

### Mężczyźni
| Zawodnik    | Konkurencja   | Preeliminacje | Preeliminacje | Eliminacje | Eliminacje | Półfinał | Półfinał | Finał | Finał   | Źródło      |
| Zawodnik    | Konkurencja   | Wynik         | Pozycja       | Wynik      | Pozycja    | Wynik    | Pozycja  | Wynik | Pozycja | Źródło      |
| ----------- | ------------- | ------------- | ------------- | ---------- | ---------- | -------- | -------- | ----- | ------- | ----------- |
| Kin Wa Chan | bieg na 100 m | 10,79         | 6. q          | 10,83      | 49.        | NQ       | NQ       | NQ    | NQ      | [ 1 ] [ 2 ] |